# Euxoa nivalis
Euxoa nivalis là một loài bướm đêm trong họ Noctuidae.